# Lac artificiel de Silvola
Le lac artificiel de Silvola (en finnois : Silvolan tekojärvi) est un lac artificiel situé dans le quartier Ylästö de Vantaa en Finlande,,.

## Géographie
Le lac artificiel de Silvola est situé du côté Est du fleuve Vantaanjoki,. 
Le lac artificiel appartient à la ville d'Helsinki, bien qu'il se trouve du côté de Vantaa.
C'est une partie importante du système d'approvisionnement en eau de la sous-région d'Helsinki, car il est un réservoir et un égaliseur de pression pour l'eau acheminée par l'aqueduc du Päijänne.
Le volume d'eau dans le lac artificiel est d'environ cinq millions de mètres cubes. Le lac mesure environ un kilomètre de long et un demi-kilomètre de large. Il a une superficie de 47,3 hectares et une profondeur maximale de 17 mètres. 
C'est assez d'eau pour les besoins des habitants d'Helsinki pendant quelques semaines.
Le lac artificiel n'a pas été créé par la construction d'un barrage sur un cours d'eau naturel, mais il a été créé sur un terrain sec. 
Son eau provient actuellement du lac Päijänne par l'aqueduc du Päijänne, le deuxième plus long tunnel du monde, long de 120 kilomètres. 
Le lac artificiel a été construit entièrement sur un terrain privé et n'a pas nécessité de d'autorisation préalable par le tribunal de l'eau. 
La raison de la construction du lac artificiel était la pénurie d'eau qui sévissait à Helsinki, c'est pourquoi la construction du lac artificiel a commencé sur la base de la décision prise par le conseil municipal d'Helsinki en décembre 1960.
Le lac a été mis en service le 10 mai 1962, lorsqu'il a servi de stockage intermédiaire pour l'eau brute pompée du Vantaanjoki. 
Après l'achèvement de l'aqueduc du Päijänne en 1982, l'eau du lac artificiel a été apportée par le tunnel. 
Lors des rénovations de l'aqueduc du Päijänne en 2001 et 2008, l'eau a été prélevée dans le Vantaanjoki vers le lac de Silvola pour être injectée dans les conduites d'eau,,.

## Galerie

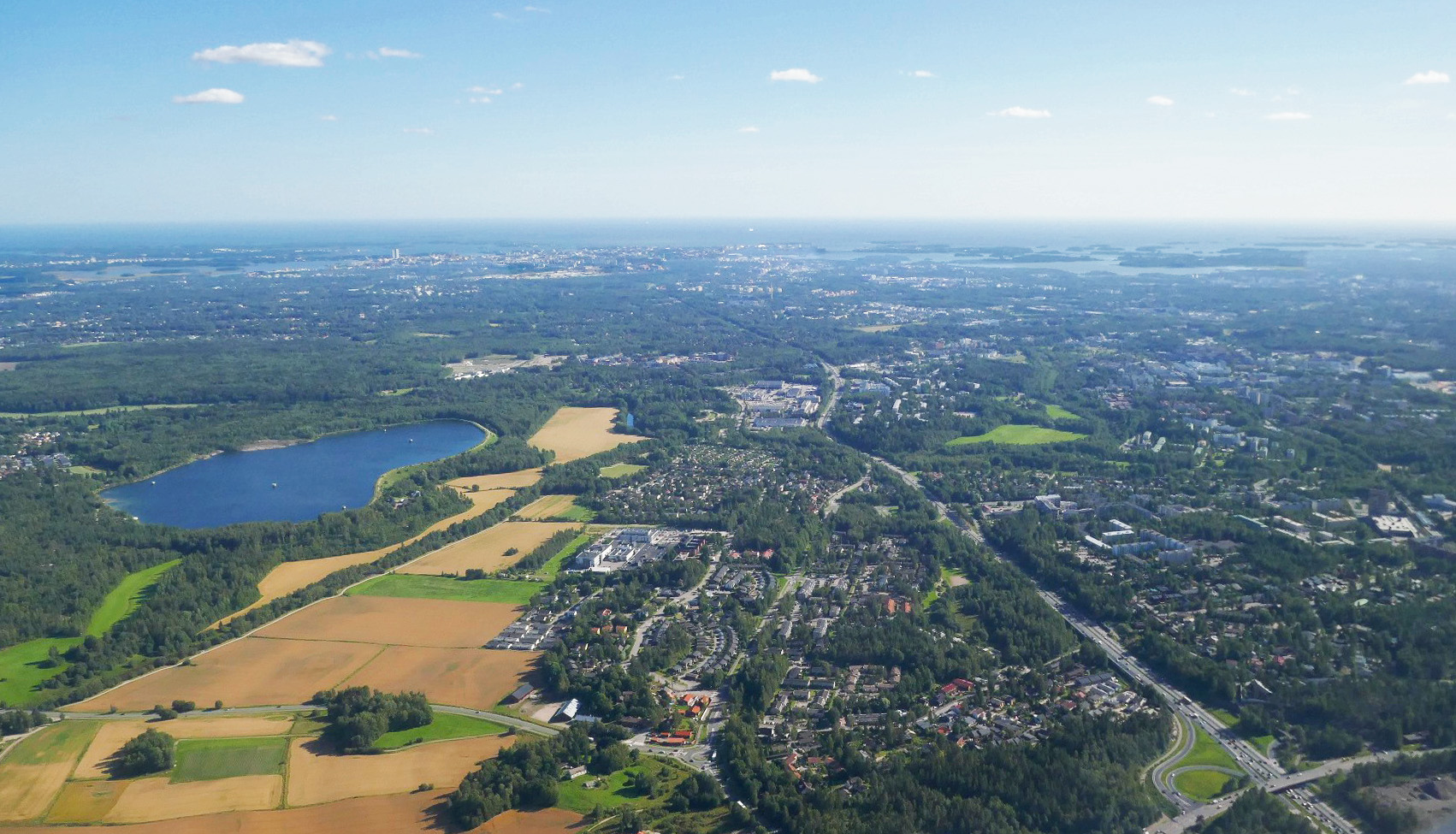
Le lac de Silvola et Vantaanlaakso.
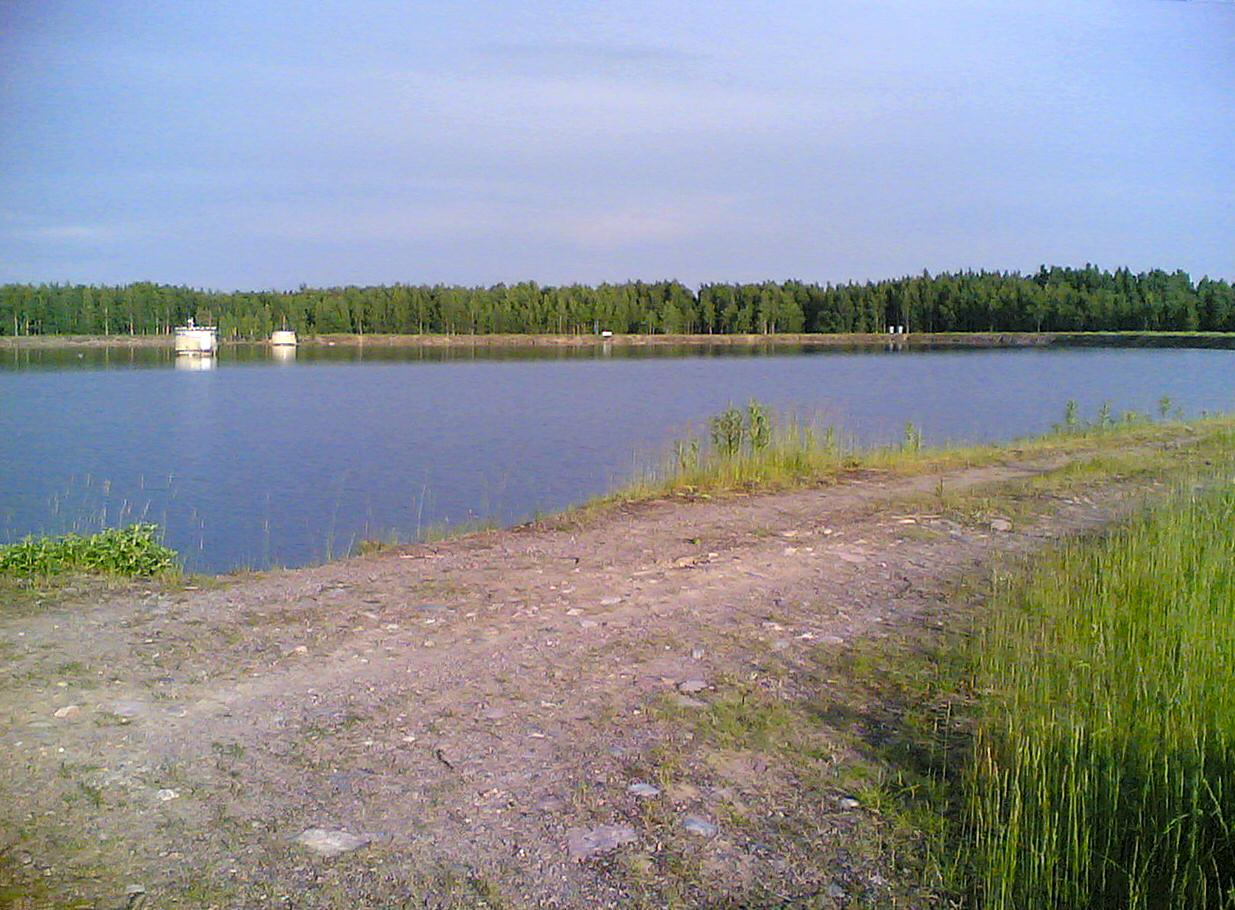
Le lac de Silvola.